# Язидиты
Язидиты (йазидиты) — приверженцы «крайней» хариджитской секты. Основатель — Язид ибн Анис аль-Хариджи.

## Особенности
Исламские богословы считают эту секту вышедшей из ислама, так как язидиты вслед за основателем их секты заявляли, что Аллах пошлёт пророка к персам, который отменит шариат пророка Мухаммеда. Новому пророку также будет открыто Писание и он последует вероисповеданию сабиев.
Язид ибн Анис признавал следующими на истинном пути только ранних мухаккимитов до азракитов (за исключением ибадитов).